# What You're Doing
Pistes de Beatles for Sale
I Don't Want to Spoil the Party Everybody's Trying to Be My Baby
What You're Doing est une chanson créditée Lennon/McCartney et se retrouve sur l'album Beatles for Sale.

## Historique
Le son des girl groups du début des années soixante a toujours plu aux Beatles, cette chanson est elle-même inspirée par Be My Baby des Ronettes publiée l'année précédente. What You're Doing est écrite au Lafayette Motor Inn à Atlantic City entre le 30 août et le premier septembre 1964 lors d'une rare journée de congé.

### Composition
McCartney affirme que la chanson a été écrite dans une proportion de 50/50 avec son partenaire d'écriture tandis que Lennon croit plutôt qu'il n'est responsable que de quelques ajouts.

### Enregistrement
De retour au Royaume-Uni, ils enregistrent sept prises de la chanson le 29 septembre. Le lendemain, ils en referont cinq autres et jugent que l'avant-dernière est la meilleure.  Après quelques écoutes, ils se disent insatisfaits et reportent l'enregistrement à plus tard.
Le 26 octobre suivant, ils réenregistrent sept autres prises dont deux seules sont complètes et choisissent finalement la prise 19 pour être la bande maîtresse. Les « overdubs » sont complétés durant la soirée comprenant des accents de batterie de Starr et la seconde piste vocale et le piano de McCartney.  Les mixages mono et stéréo sont effectués le lendemain.

## Parution et reprises
Treizième et avant dernière chanson sur le disque Beatles For Sale, elle sera aussi publiée en Amérique du Nord en ouverture de la face 2 du disque Beatles VI.
On la retrouve aussi sur le disque Love, trame sonore du spectacle du Cirque du Soleil publiée en 2006, dans un montage avec les chansons Drive My Car et The Word incorporant le solo de guitare de Taxman.
Le groupe de Pittsburgh The Fantastic Dee-Jays la reprennent sur leur disque éponyme en 1966.

## Fiche technique

### Interprètes
- Paul McCartney – chant, basse, piano
- John Lennon – guitare rythmique, chœurs
- George Harrison – guitare rythmique, guitare solo, chœurs
- Ringo Starr – batterie

### Équipe de production
- George Martin – producteur
- Ken Scott – ingénieur du son
- Norman Smith – ingénieur du son